# Indywidualne Mistrzostwa Polski w Zapasach 1970

## Mistrzostwa Polski w Zapasach1970

### Mężczyźni
- styl wolny

23. Mistrzostwa Polski – x – x 1970, Łódź
- styl klasyczny

40. Mistrzostwa Polski – x – x 1970, Katowice

## Medaliści

### Mężczyźni

#### Styl wolny
| Kategoria:   | Złoto:                               | Srebro:                            | Brąz:                                   |
| 48 kg        | Wiesław Kończak Lotnik Wrocław       | Edward Worek Stal Rzeszów          | Władysław Stecyk Grunwald Poznań        |
| 52 kg        | Andrzej Kudelski Gwardia Warszawa    | Marian Młynarczyk Stal Rzeszów     | Tadeusz Kosiarz Lotnik Wrocław          |
| 57 kg        | Andrzej Kowalski Skra Warszawa       | Jan Kostrubiec Lotnik Wrocław      | Jerzy Górski ŁKS Łódź                   |
| 62 kg        | Jan Marliński Stal Rzeszów           | Adam Palimąka Gwardia Warszawa     | Jerzy Dudek Lotnik Wrocław              |
| 68 kg        | Józef Durski Lotnik Wrocław          | Władysław Kozłowski Boruta Zgierz  | Zygmunt Kudelski Gwardia Warszawa       |
| 74 kg        | Janusz Pająk Górnik Wesoła           | Paweł Gawrysiak Grunwald Poznań    | Piotr Lazar Slavia Ruda Śląska          |
| 82 kg        | Jan Wypiorczyk Grunwald Poznań       | Franciszek Kampik Dąb Brzeźnica    | Jerzy Dawidek Grunwald Poznań           |
| 90 kg        | Stanisław Makowiecki Stal Rzeszów    | Paweł Kurczewski Budowlani Łódź    | Alojzy Szkółka Górnik Wesoła            |
| 100 kg       | Ryszard Długosz Stal Rzeszów         | Kazimierz Topór Stal Rzeszów       | Adam Klamecki Grunwald Poznań           |
| ponad 100 kg | Marian Misiorny Sulmirczyk Krotoszyn | Wiesław Bocheński Gwardia Warszawa | Władysław Tołoczko Sulmirczyk Krotoszyn |

#### Styl klasyczny
| Kategoria:   | Złoto:                                 | Srebro:                             | Brąz:                                      |
| 48 kg        | Bernard Szczepański GKS Katowice       | Marian Dykier Unia Swarzędz         | Wiesław Nowicki Unia Racibórz              |
| 52 kg        | Jan Michalik Wisłoka Stomil Dębica     | Wiesław Tańczyn Olimpia Elbląg      | Bogumił Bujak Legia Warszawa               |
| 57 kg        | Józef Lipień Wisłoka Stomil Dębica     | Janusz Marciniak Zagłębie Wałbrzych | Henryk Jarczyk Legia Warszawa              |
| 62 kg        | Kazimierz Lipień Wisłoka Stomil Dębica | Andrzej Maślorz Siła Mysłowice      | Józef Grzyb GKS Dąbrowa Górnicza           |
| 68 kg        | Mirosław Dołgowicz GKS Katowice        | Jerzy Adamek Pafawag Wrocław        | Tadeusz Kachel Unia Racibórz               |
| 74 kg        | Stefan Jurgiel Spójnia Gdańsk          | Leszek Godecki Gwardia Warszawa     | Ryszard Rybka Zagłębie Wałbrzych           |
| 82 kg        | Marian Czardybon Siła Mysłowice        | Adam Ostrowski Legia Warszawa       | Piotr Starzyński Unia Racibórz             |
| 90 kg        | Czesław Kwieciński Siła Mysłowice      | Jan Stawowski Siła Mysłowice        | Włodzimierz Smoliński Legia Warszawa       |
| 100 kg       | Wacław Orłowski Wisłoka Stomil Dębica  | Henryk Bierła GKS Katowice          | Andrzej Skrzydlewski Wisłoka Stomil Dębica |
| ponad 100 kg | Edward Wojda Spójnia Gdańsk            | Marek Galiński Pafawag Wrocław      | Kazimierz Kucia Unia Racibórz              |